# Alain Roche
Alain Roche (* 14. Oktober 1967 in Brive-la-Gaillarde) ist ein ehemaliger französischer Fußballspieler, anschließend als Vereinsfunktionär tätig.

## Vereinskarriere
Der 1,82 m große Innenverteidiger kam als 18-Jähriger während der „Ära Jacquet“ in das Team der Girondins Bordeaux, wo er sich an der Seite von Nationalspielern wie Alain Giresse, Jean Tigana, Patrick Battiston, Léonard Specht, René Girard, Bernard Lacombe, Torhüter Dominique Dropsy und des naturalisierten Deutschen Gernot Rohr schnell zum Stammspieler entwickelte und seine ersten Erfolge einheimste. Er wies früh eine große spielerische Reife und Stabilität auf, galt als hoch talentiert, ernsthaft und verantwortungsbewusst. Bei diesem Verein beendete er seine Karriere auch. Der andere Verein, mit dem sein Name vorrangig verbunden wird, ist Paris Saint-Germain, für den er gleichfalls sechs Jahre lang aktiv war. Außerdem stand er jeweils eine oder zwei Spielzeiten bei Olympique Marseille, AJ Auxerre und FC Valencia unter Vertrag. Mit jedem seiner Klubs hat er mindestens einen nationalen Titel gewonnen: insgesamt fünfmal den französischen Pokal, je dreimal die Meisterschaft der Division 1 und den Ligapokal in Frankreich sowie je einmal den spanischen Pokal bzw. den Europapokal der Pokalsieger. Am Ende seiner Zeit bei Auxerre kam ein persönlicher Titel dazu, als er 1992 zu Frankreichs Fußballer des Jahres gewählt wurde. Roche selbst neigte auch später nicht dazu, diesen beeindruckenden Palmarès überzubewerten: er sei „stolz darauf, aber eben auch einfach immer zur richtigen Zeit beim richtigen Verein“ gewesen.
Mit seinen fünf Siegen in der Coupe de France ist Alain Roche neben Marceau Somerlinck und Dominique Bathenay der erfolgreichste Spieler in der 90-jährigen Geschichte dieses Wettbewerbs; im 1993er Endspiel gegen den FC Nantes gelang ihm per Kopf auch der Treffer zum 3:0-Endstand. Nach dem Pokalsieg 1998 wurde er dennoch bei Paris Saint-Germain ausgemustert und wechselte nach Spanien.
Nach dem Ende seiner aktiven Zeit kehrte er zu Paris SG zurück. Dort war er mit der Rekrutierung neuer Spieler befasst, zeitweise (2007/08) auch persönlicher Berater des Präsidenten Alain Cayzac.

### Stationen
- Girondins de Bordeaux (1985–1989)
- Olympique de Marseille (1989/90)
- Association de la Jeunesse Auxerroise (1990–1992)
- Paris Saint-Germain FC (1992–1998)
- Valencia Club de Fútbol (1998–2000)
- Girondins de Bordeaux (2000–2002)

## In der Nationalmannschaft
Alain Roche hat 16 Spiele für Frankreichs U-21 („Espoirs“) bestritten, mit der er 1988 Junioren-Europameister wurde; er kam auch in der Militärnationalmannschaft zum Einsatz.
Zwischen November 1988 und Juni 1996 trug Roche in 25 A-Länderspielen das blaue Trikot, wobei er 1993 gegen Israel auch einen Treffer erzielte. Nach seiner zweiten Partie folgte eine dreieinhalbjährige Pause, in der Nationaltrainer Michel Platini ihn nicht mehr berücksichtigte. Erst dessen Nachfolger Gérard Houllier holte Roche nach der Europameisterschaft 1992 zurück. Die folgenden vier Jahre in der Innenverteidigung gesetzt, gehörte er zum französischen Aufgebot bei der Europameisterschaft 1996. In England allerdings wurde er in der Vorrunde aufgrund einer Rückenverletzung zweimal nur eingewechselt und stand lediglich im gegen die Tschechische Republik durch Elfmeterschießen verlorenen Halbfinale in der Anfangsformation – Nationaltrainer Aimé Jacquet setzte bei diesem Turnier bevorzugt auf Laurent Blanc und Marcel Desailly. Dies war Alain Roches letztes Spiel für die Équipe tricolore, auch wenn er weiterhin zum A-Kader gehörte und sich Chancen ausrechnen konnte, in das WM-Aufgebot 1998 berufen zu werden, was Meniskusprobleme schließlich verhinderten.

## Palmarès
- Französischer Meister: 1987 (mit Bordeaux), 1990 (mit Marseille), 1994 (mit Paris)
- Französischer Pokalsieger: 1986, 1987 (mit Bordeaux), 1993, 1995, 1998 (mit Paris)
- Französischer Ligapokalsieger: 1995, 1998 (mit Paris), 2002 (mit Bordeaux)
- Spanischer Pokalsieger: 1999
- Gewinner des Europapokals der Pokalsieger: 1996 (mit Paris)
- 25 A-Länderspiele (1 Treffer) für Frankreich, davon 2/0 in seiner Zeit bei Bordeaux, 23/1 bei Paris
- 413 Spiele und 25 Tore in der Division 1, davon 159/9 für Bordeaux, 25/1 für Marseille, 76/7 für Auxerre, 153/8 für Paris[7]
- 31 Spiele (kein Treffer) in der Primera División
- 77 Spiele und 4 Tore in den Europapokalwettbewerben (25/1 im Meister-, 20/1 im Pokalsieger-, 32/2 im UEFA-Cup); davon über alle drei Wettbewerbe 28/1 für Bordeaux, 2/0 für Marseille, 4/0 für Auxerre, 40/2 für Paris,[8] 3/1 für Valencia
- Junioreneuropameister: 1988
- Frankreichs Fußballer des Jahres: 1992